# Tanuku
Tanuku è una suddivisione dell'India, classificata come municipality, di 66.779 abitanti, situata nel distretto del Godavari Occidentale, nello stato federato dell'Andhra Pradesh. In base al numero di abitanti la città rientra nella classe II (da 50.000 a 99.999 persone).

## Geografia fisica
La città è situata a 16° 45' 0 N e 81° 42' 0 E e ha un'altitudine di 12 m s.l.m..

## Società

### Evoluzione demografica
Al censimento del 2001 la popolazione di Tanuku assommava a 66.779 persone, delle quali 33.164 maschi e 33.615 femmine. I bambini di età inferiore o uguale ai sei anni assommavano a 7.084, dei quali 3.618 maschi e 3.466 femmine. Infine, coloro che erano in grado di saper almeno leggere e scrivere erano 50.099, dei quali 25.848 maschi e 24.251 femmine.